# Václav Jehlička
Václav Jehlička, né le 29 mars 1948 à Domažlice, est un homme politique et enseignant tchèque, membre du mouvement TOP 09.

## Biographie

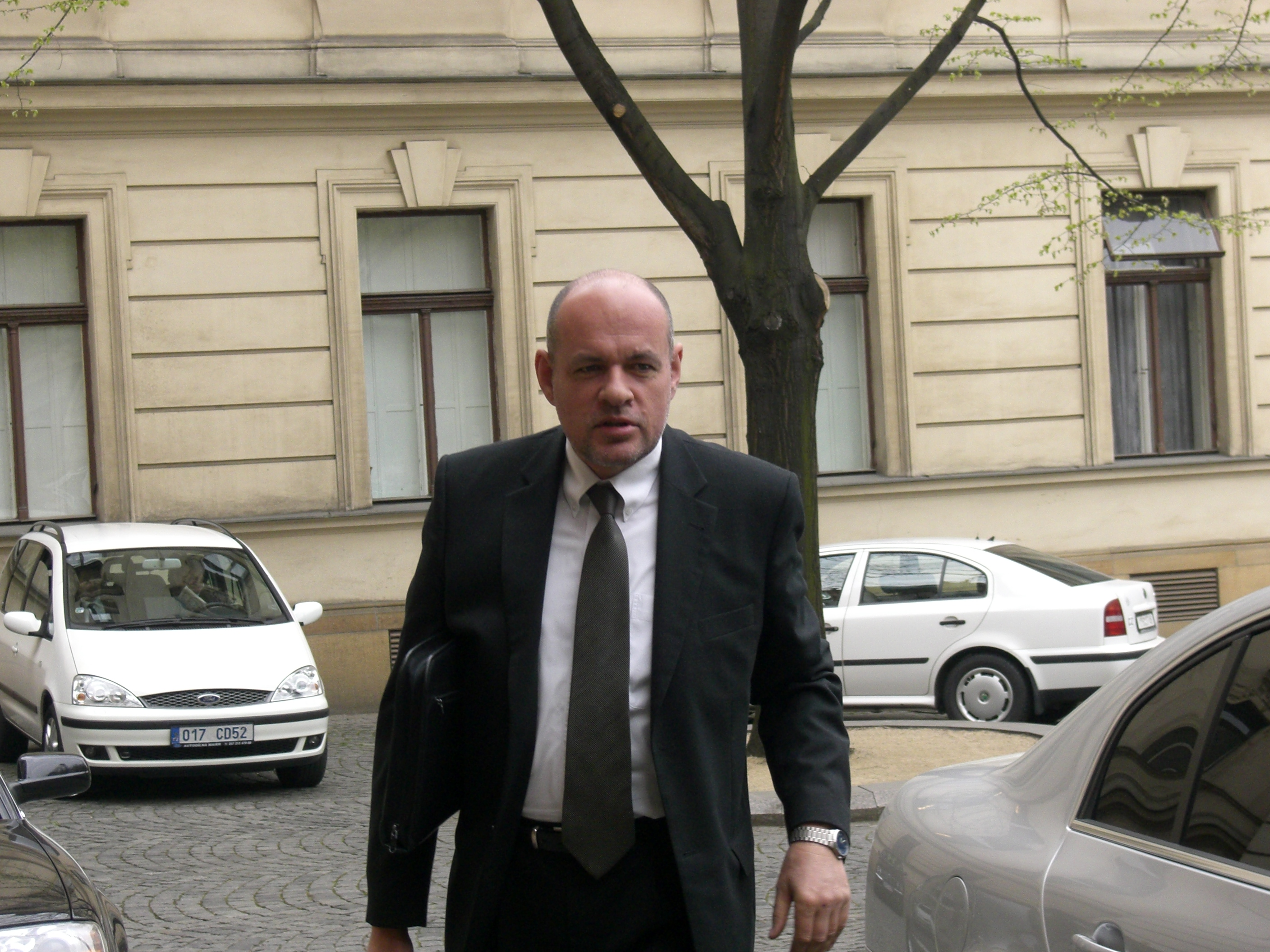
Václav Jehlička en avril 2007.